# Yan Han
Yan Han (Chinees: 闫涵) (Harbin, 6 maart 1996) is een Chinees kunstschaatser. Yan, die goud won bij de Olympische Jeugdwinterspelen 2012, nam deel aan de Olympische Winterspelen 2014, waar hij als zevende eindigde bij de mannen.

## Biografie
Yan, de enige sporter in de familie, werd op 6 maart 1996 in de Chinese miljoenenstad Harbin geboren. Hij begon op vijfjarige leeftijd met schaatsen. In het seizoen 2011-12 won hij de gouden medaille bij de Olympische Jeugdwinterspelen in Innsbruck en was hij de beste bij de WK junioren. Daarnaast behaalde hij voor het tweede achtereenvolgende jaar zilver bij de Junior Grand Prix-finale.
Bij drie van zijn zes deelnames aan het Viercontinentenkampioenschap won hij de bronzen medaille. Yan werd op zeventienjarige leeftijd afgevaardigd naar de Olympische Winterspelen 2014 in het Russische Sotsji. Daar eindigde hij op de zevende plaats bij de mannen. Vlak erna nam hij deel aan de WK 2014, waar hij ook als zevende eindigde. Een jaar later, bij de WK 2015, werd hij tiende. Op het WK van 2016 werd hij 26e en op het WK 2021 dertiende.

## Persoonlijke records
Behaald tijdens ISU wedstrijden. 
|                     | punten | datum      | toernooi        |
| ------------------- | ------ | ---------- | --------------- |
| Hoogste totaalscore | 249.45 | 09-11-2019 | GP Cup of China |
| Hoogste korte kür   | 086.46 | 08-11-2019 | GP Cup of China |
| Hoogste vrije kür   | 162.99 | 09-11-2019 | GP Cup of China |

## Belangrijke resultaten
| Kampioenschap                                     | 09/10 | 10/11  | 11/12  | 12/13         | 13/14         | 14/15         | 15/16         | 16/17         | 17/18         |               | 19/20         | 20/21         |
| ------------------------------------------------- | ----- | ------ | ------ | ------------- | ------------- | ------------- | ------------- | ------------- | ------------- | ------------- | ------------- | ------------- |
| Olympische Spelen                                 |       |        |        |               | 7e 7e (team)  |               |               |               | 23e 6e (team) |               |               |               |
| Wereldkampioenschap                               |       |        |        |               | 7e            | 10e           | 26e           | t.z.t.        |               |               | *             | 13e           |
| Viercontinentenkampioenschap                      |       |        |        | Brons         |               | Brons         | Brons         | 10e           | 10e           |               | 10e           | *             |
| Aziatische Spelen                                 |       |        |        |               |               |               |               | Brons         |               |               |               |               |
| Grand Prix-finale                                 |       |        |        |               | 6e            |               |               |               |               |               |               |               |
| Nationaal kampioenschap                           | Goud  | Goud   | Brons  | Zilver        | 4e            | Zilver        |               |               | Goud          |               | Goud          |               |
| Olympische Jeugdspelen                            |       |        | Goud   | geen deelname | geen deelname | geen deelname | geen deelname | geen deelname | geen deelname | geen deelname | geen deelname | geen deelname |
| WK junioren                                       |       | 6e     | Goud   | geen deelname | geen deelname | geen deelname | geen deelname | geen deelname | geen deelname | geen deelname | geen deelname | geen deelname |
| Junior Grand Prix-finale                          |       | Zilver | Zilver | geen deelname | geen deelname | geen deelname | geen deelname | geen deelname | geen deelname | geen deelname | geen deelname | geen deelname |
| * Afgelast naar aanleiding van de coronapandemie. |       |        |        |               |               |               |               |               |               |               |               |               |